# Glen Waterhouse
William Glen Waterhouse (Cedar Rapids, 18 de abril de 1893-Berkeley, 9 de diciembre de 1973) fue un deportista estadounidense que compitió en vela en la clase Star. Ganó dos medallas en el Campeonato Mundial de Star, oro en 1933 y bronce en 1935.

## Palmarés internacional
| Campeonato Mundial | Campeonato Mundial             | Campeonato Mundial | Campeonato Mundial |
| Año                | Lugar                          | Medalla            | Clase              |
| ------------------ | ------------------------------ | ------------------ | ------------------ |
| 1933               | Long Beach (Estados Unidos)    | Medalla de oro     | Star               |
| 1935               | Newport Beach (Estados Unidos) | Medalla de bronce  | Star               |